# 州間高速道路8号線

赤線が州間高速道路8号線

州間高速道路8号線（しゅうかんこうそくどうろ8ごうせん、Interstate Highway 8、略称：I-8）は、アメリカ合衆国の南西部を横断する州間高速道路である。
西端はサンディエゴのミッション湾付近で、東端はアリゾナ州カサグランデにあるI-10との分岐である。カリフォルニア州では、メキシコとの国境付近を走る。インペリアル郡の東部では、メキシコとの国境まで3キロメートル未満である。
カリフォルニア州の西部96キロメートル以外は砂漠を走る。カリフォルニア州にはアルゴドネス砂丘がある。

## 全長
| マイル | キロメートル | 州               |  |
|        |              |                  |  |
| 172    | 277          | カリフォルニア州 |  |
| 178.33 | 287          | アリゾナ州       |  |
|        |              |                  |  |
| 350.33 | 564          | 合計             |  |

## 主要都市

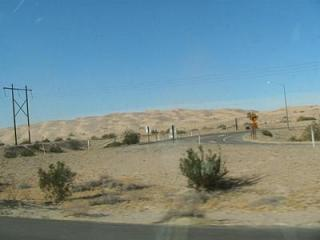
アルゴドネス砂丘（カリフォルニア州）

- カリフォルニア州サンディエゴ
- カリフォルニア州エル・セントロ
- アリゾナ州ユマ
- アリゾナ州カサグランデ

## 他の州間高速道路との交差
- 州間高速道路5号線（サンディエゴ）
- 州間高速道路805号線（サンディエゴ）
- 州間高速道路15号線（サンディエゴ）
- 州間高速道路10号線（カサグランデ）